# Lista de pátios do Metrô de São Paulo
O Metrô de São Paulo opera um total de 8 pátios ferroviários, com mais 4 em fase de planejamento ou construção. Somam-se a esses os 12 pátios operados pela Companhia Paulista de Trens Metropolitanos para atender aos trens que atuam na malha ferroviária de passageiros da Grande São Paulo.

## Linha 1 - Azul

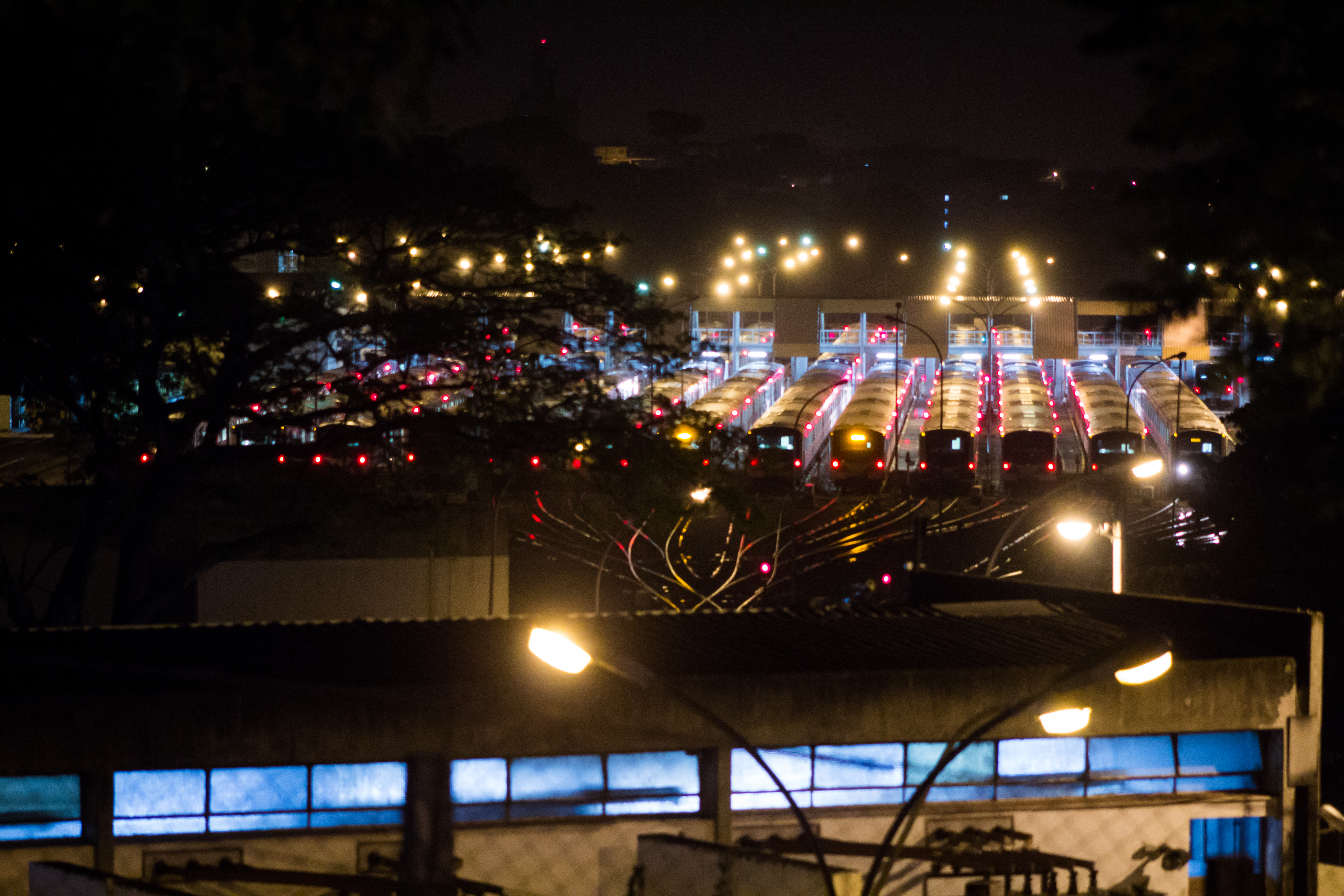
Trens no Pátio Jabaquara

### Pátio Jabaquara
O Pátio da Estação Jabaquara começou a ser construído em 1971 e conta com uma área de 330.000m², assim podendo acomodar 52 trens, áreas para lavagem e manutenção, além da sede da universidade corporativa do Metrô.

## Linha 2 - Verde

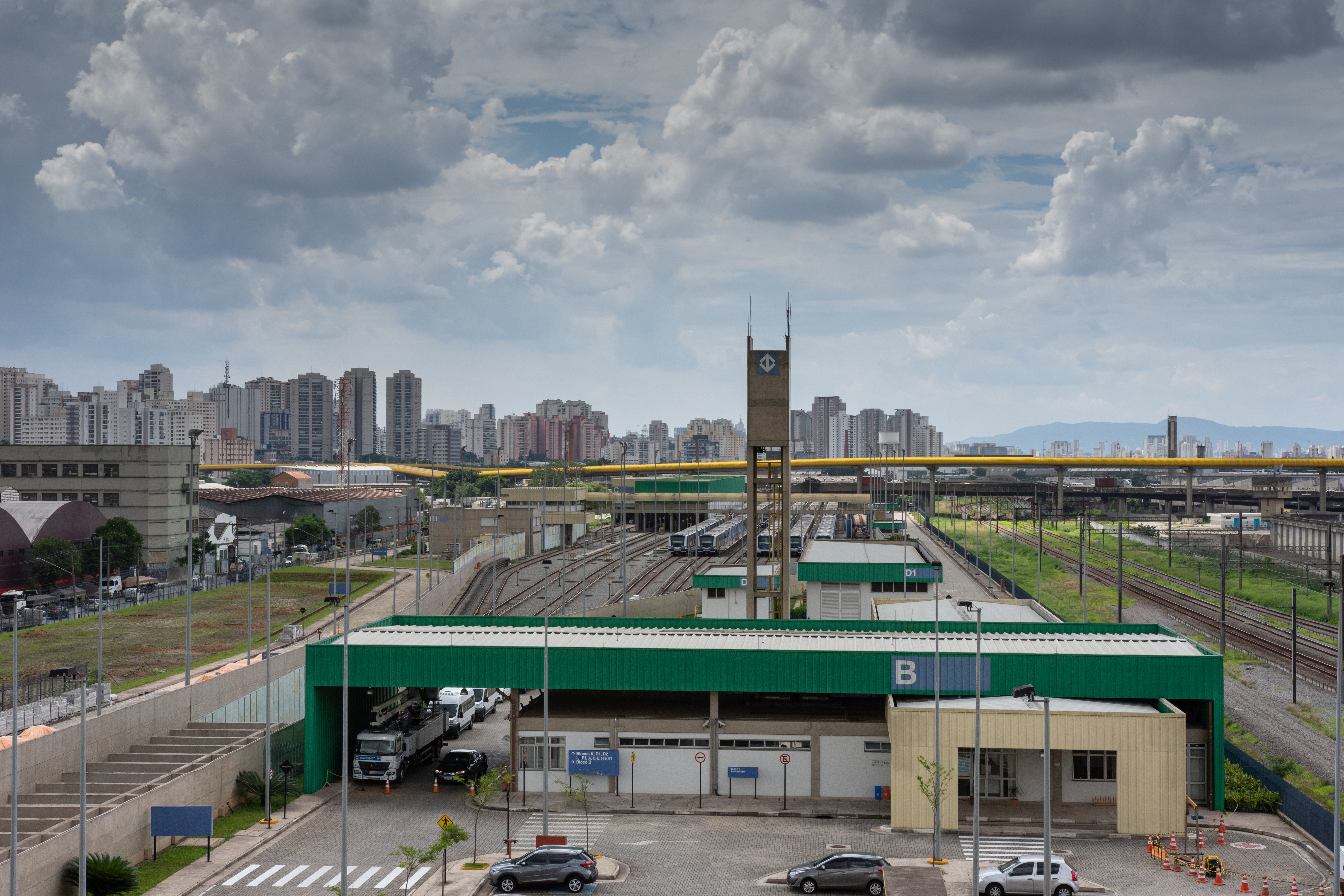
O Pátio Tamanduateí visto desde a estação de metrô do mesmo nome

### Pátio Tamanduateí
Pequeno pátio para manutenção de rotina. A Linha 2 também faz uso da infraestrutura da Linha 1 para manutenção e aprimoração dos trens, até a construção do Pátio Paulo Freire.

### Pátio Paulo Freire
Pátio dedicado à linha 2 e em fase de planejamento, visto como necessário uma vez que a linha seja estendida até a Penha. O Pátio Paulo Freire teve o contrato de sua construção assinado pelo consórcio Cetenco-Acciona-Ferreira Guedes em 2014, porém este foi eventualmente suspenso e postergado para 2023 devido à falta de recursos do governo estadual.

## Linha 3 - Vermelha

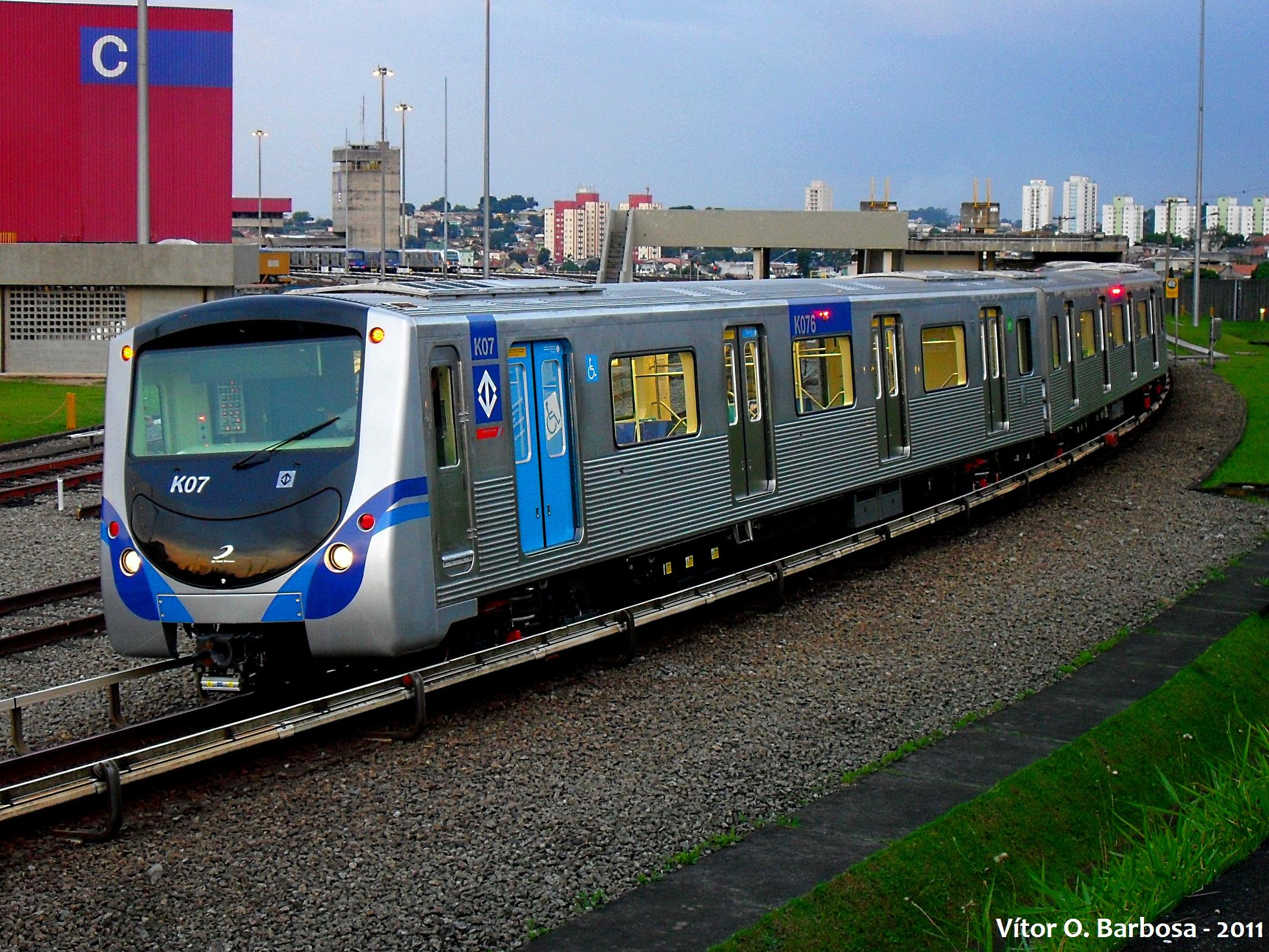
Trem manobrando no Pátio Itaquera

### Pátio Itaquera
O maior dos pátios do Metrô, cobre uma área de 470.000m² e possui 24km de vias férreas, contando com a capacidade para abrigar 60 trens. Os blocos que dividem o Pátio cobrem suas diversas funcionalidades, passando por manutenção, lavagem, subestações elétricas, e áreas administrativas do Metrô.
O Pátio de Itaquera foi aberto em 1987 e se encontra próximo da Estação Corinthians-Itaquera do Metrô.

### Pátio Belém
Originalmente planejado como um estacionamento provisório de trens durante a construção do Pátio Itaquera, o EPB (Estacionamento Provisório do Brás) acabou sendo mantido definitivamente e serve trens tanto da CPTM quanto do Metrô. Foi inaugurado em 1981.
A Linha Vermelha também atravessa o pátio do Brás, de uso da CPTM.

## Linha 4 - Amarela

### Pátio Vila Sônia

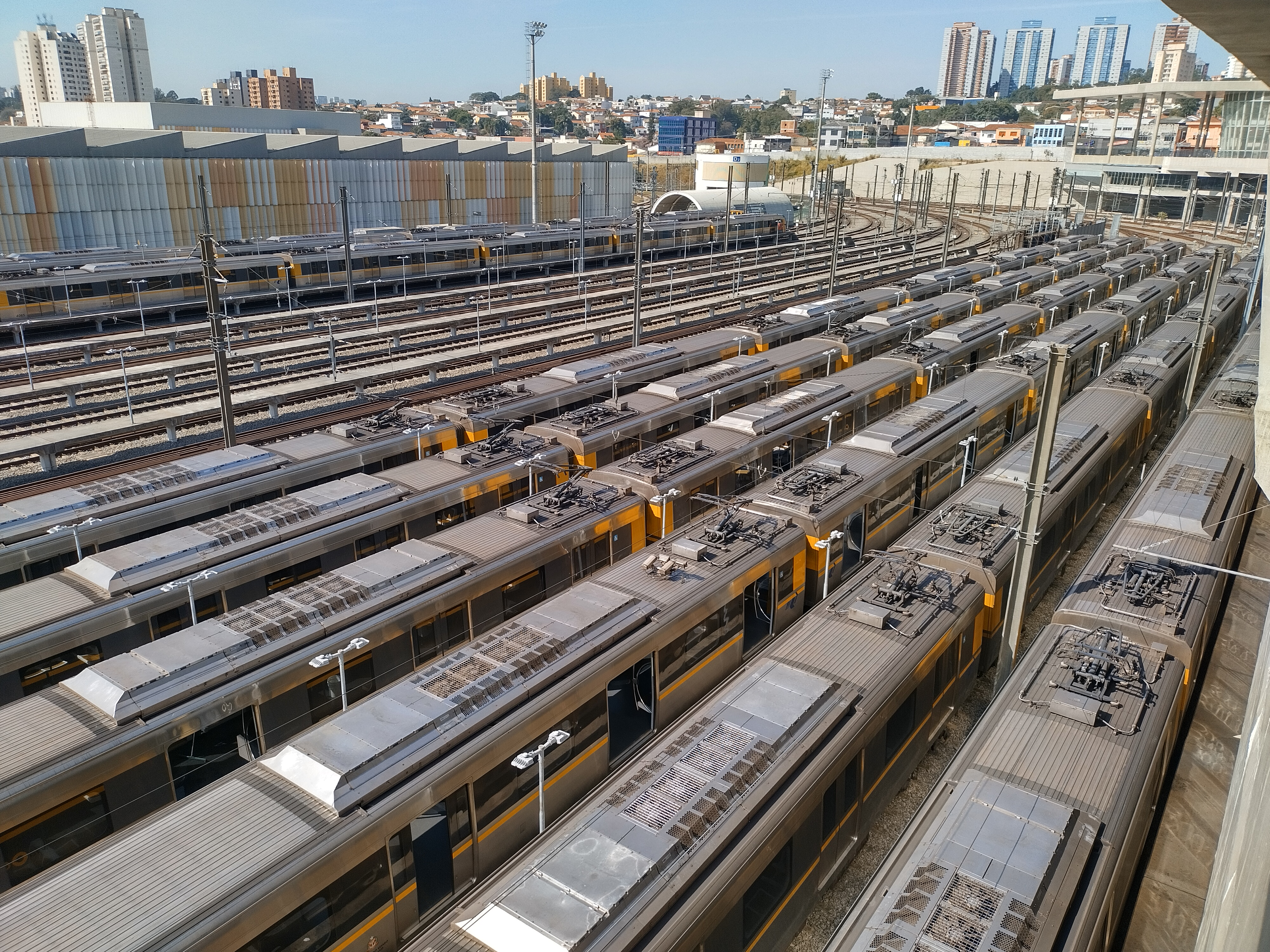
O Pátio Vila Sônia com trens estacionados

A Linha 4 do Metrô de São Paulo opera a partir do Pátio Vila Sônia desde 2016, mesmo com o atraso de 7 anos na entrega da estação de mesmo nome, originalmente prevista para 2014.
O Pátio Vila Sônia também concentra o Centro de Controle da Linha 4, vital para localização e controle dos trens que operam de forma automatizada.

## Linha 5 - Lilás

### Pátio Capão Redondo

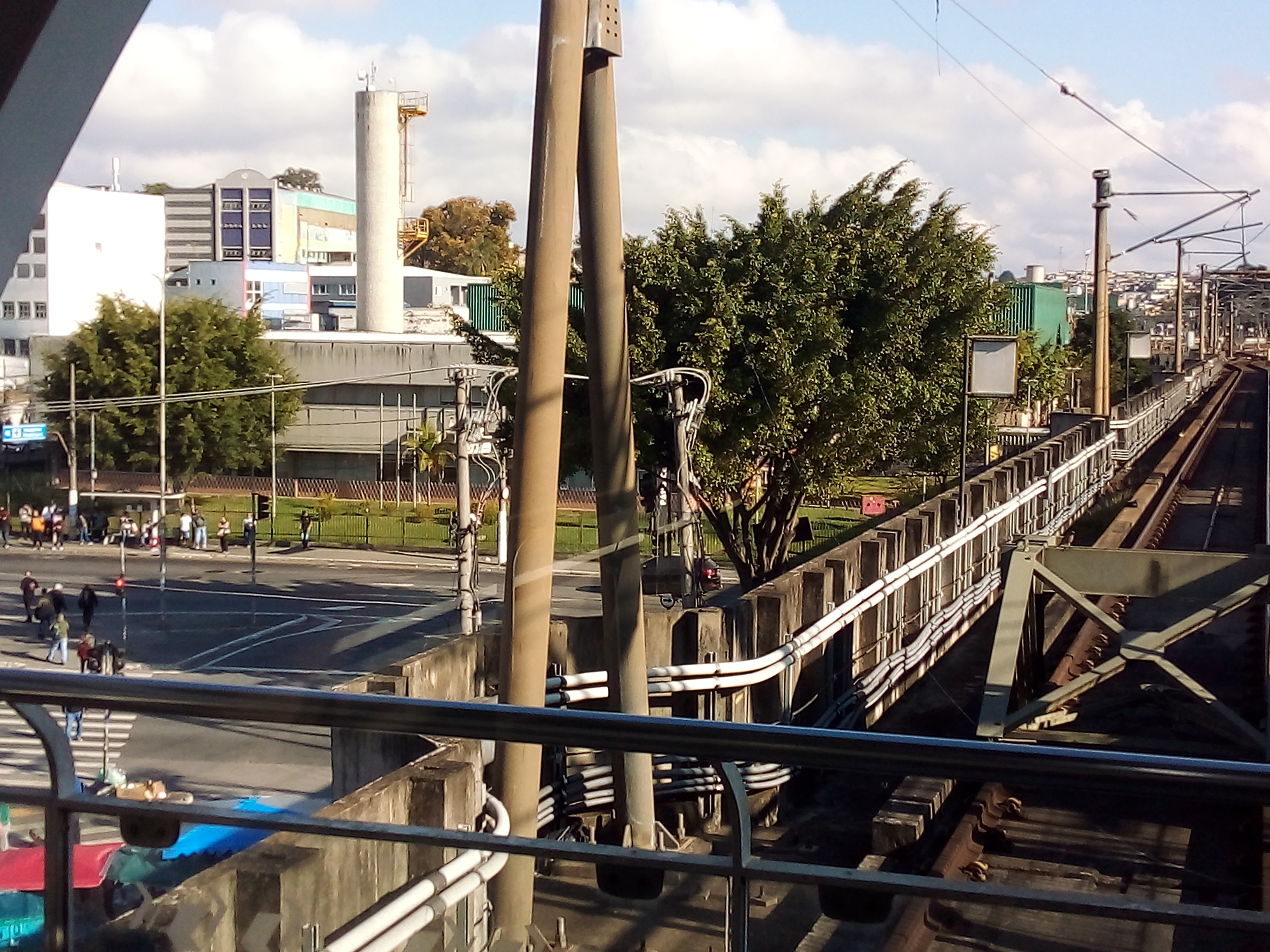
Prédio do Pátio Capão Redondo visto a partir da estação homônima, canto esquerdo da imagem

Com uma área de 75.000m², foi o único pátio de operação da Linha 5 do Metrô de São Paulo durante o período no qual a linha cobria o trecho entre as estações Capão Redondo e Largo Treze. Com a expansão da linha feita a partir dos trechos Adolfo Pinheiro-Chácara Klabin, o Pátio Guido Caloi passou a se tornar necessário para expansão da frota de trens disponíveis. O CCO (Centro de Controle Operacional) da Linha 5 se localiza neste pátio, e alguns serviços de manutenção - como lavagem - são oferecidos apenas no Pátio do Capão Redondo.

### Pátio Guido Caloi
Concluído em 2019, o Pátio Guido Caloi cobre uma área de 102.000m² e possui 11km de vias férreas. Originalmente previsto para abrigar também os trens da futura Linha 19-Celeste, teve essa possibilidade descartada com mudanças no planejamento envolvendo a Estação Campo Belo.

## Linha 6 - Laranja

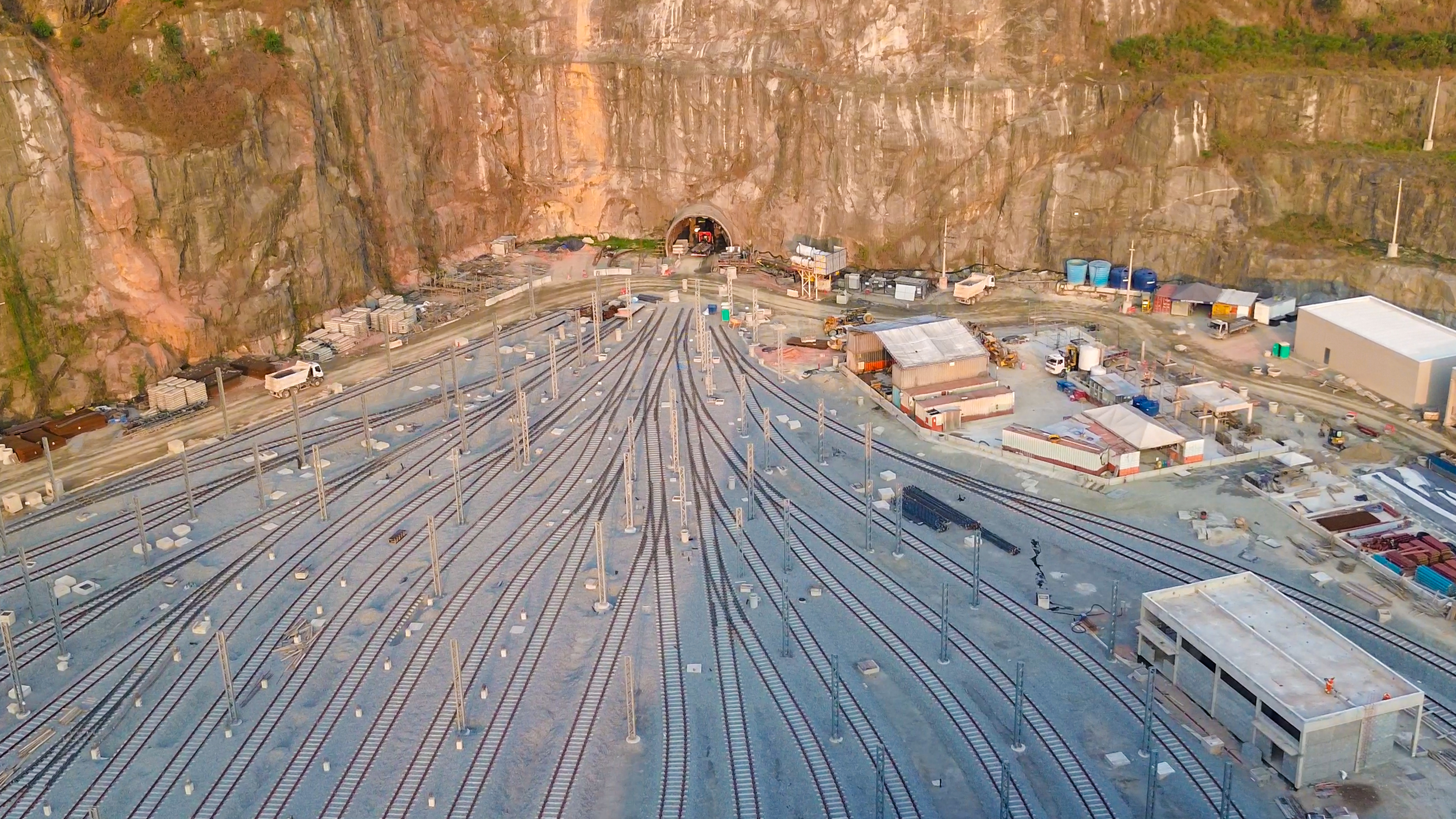
Pátio Morro Grande da Linha 6, em 2024

### Pátio Morro Grande
Atenderá a Linha 6 do Metrô de São Paulo, com suas obras sendo feitas pela Acciona, com entrega prevista para 2026.
O local onde existia o Pátio Morro Grande era originalmente uma pedreira na região da Brasilândia, e acumulava grande quantidade de água antes do início das obras.

## Linha 15 - Prata

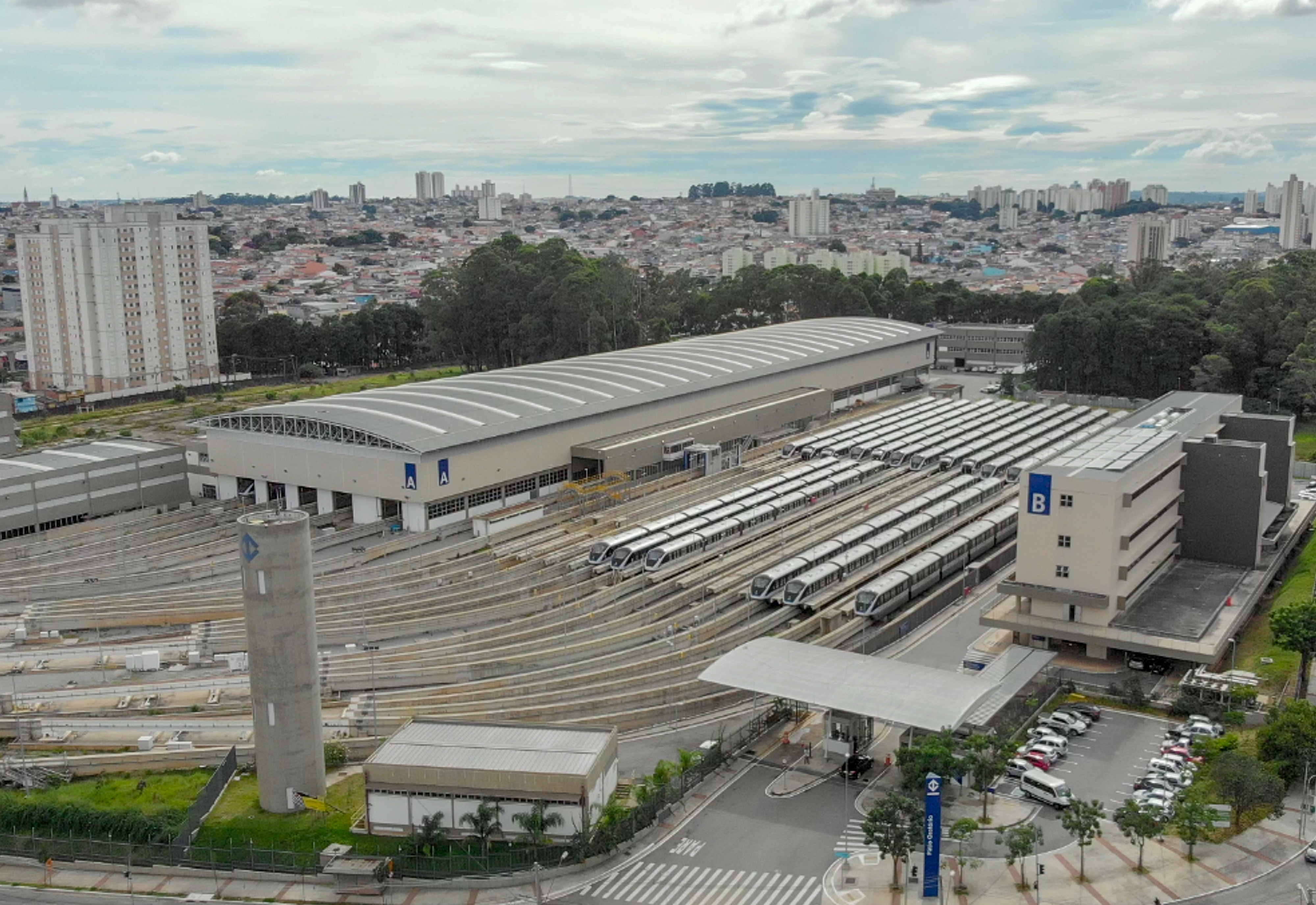
Monotrilhos da Bombardier no Pátio Oratório

### Pátio Oratório
Com uma área de 60.000m², o Pátio Oratório atua na manutenção dos monotrilhos da Linha 15 - Prata. Com a expansão da linha, as responsabilidades serão compartilhadas com o Pátio Ragueb Chohfi.

### Pátio Ragueb Chohfi
Assim como o Pátio Oratório, terá capacidade para 27 trens. Assim, a linha 15 poderá operar uma frota de até 54 monotrilhos no trecho entre Ipiranga e Hospital Cidade Tiradentes.
Será localizado próximo à Estação Jacu-Pêssego.

## Linha 17 - Ouro

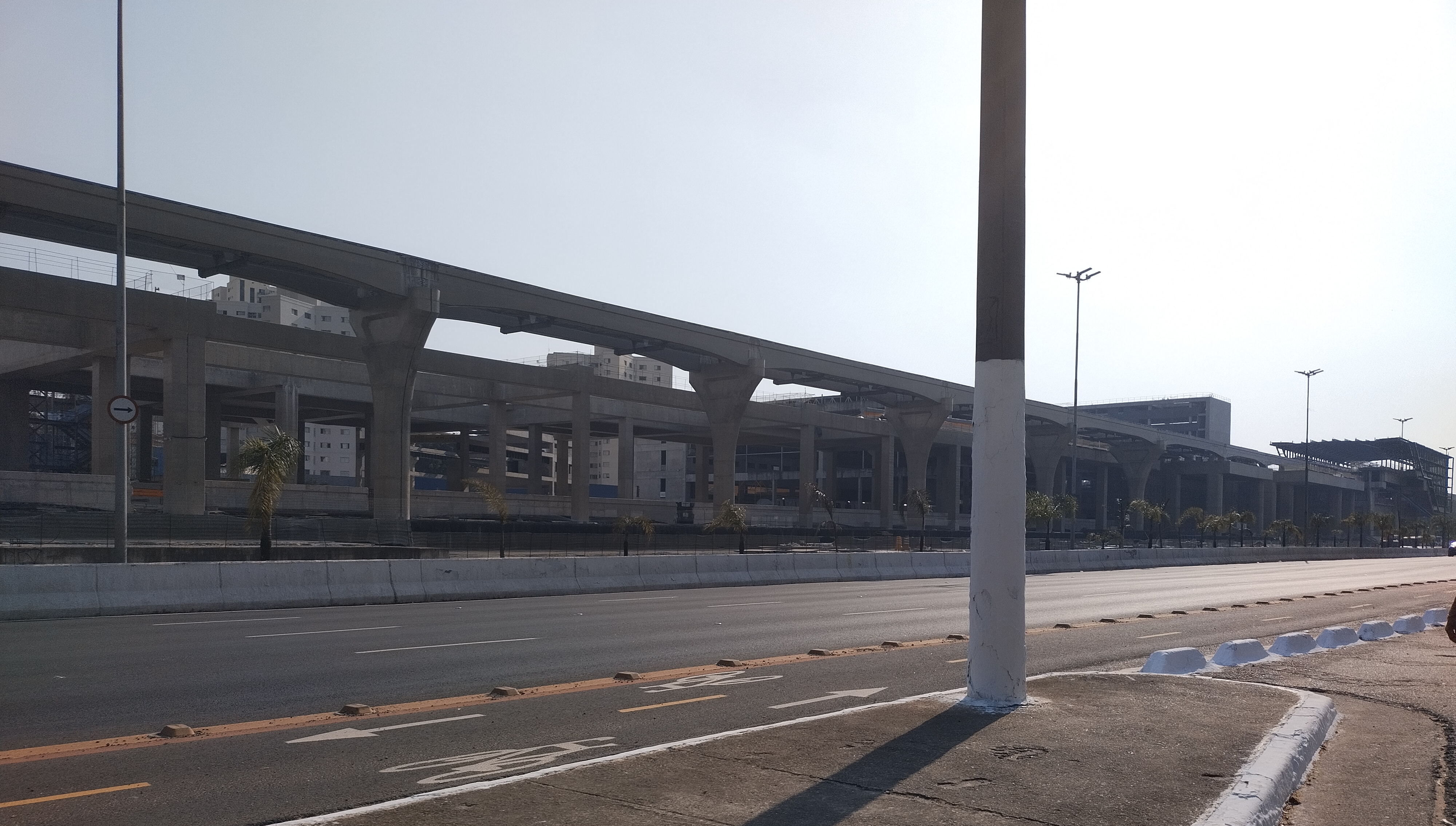
O Pátio Água Espraiada em construção

### Pátio Água Espraiada
Sem previsão de entrega, o Pátio Água Espraiada servirá os monotrilhos da Linha 17 do Metrô de São Paulo, que ligará a Estação Morumbi, o Aeroporto de Congonhas e a Estação Washington Luís. A empresa responsável é a Coesa Engenharia.

## Linha 19 - Celeste

### Pátio Vila Medeiros
Planejado para a Linha 19 do Metrô de São Paulo.

## Linha 20 - Rosa
A Linha 20-Rosa contará com 2 pátios sendo Pátio Santo André, localizado nas antigas instalações da Rhodia no município e o Pátio Santa Marina localizado na cidade de São Paulo.
O Pátio Santo André, uma área plana de cerca de 160 mil m², está localizado nas proximidades da atual estação da CPTM da Linha 10-Turquesa; já o Pátio Santa Marina está localizado ao lado da faixa de domínio da Linha 7-Rubi e se estenderá até a altura da Avenida Ermano Marchetti, numa área de 258 mil m², onde 183 mil m² serão dedicados para a área de estacionamento e manutenção de trens.